# Hipèrbol
Hipèrbol (en llatí Hyperbolus, en grec antic Ὑπέρβολος) fou un polític i demagog atenenc fill d'Antífanes o potser de Cremes i germà de Caró, que va viure al segle v aC.
Apareix per primera vegada el 425 aC al setè any de la guerra del Peloponès quan els espartans van ocupar Esfactèria, moment en què Aristòfanes el menciona amb mofa i parla de les seves actuacions als tribunals "els plets legals d'Hipèrbol". Se sap, també per Aristòfanes, que era terrissaire d'ofici i fabricant de làmpades, i en va ser un gran productor i exportador. L'any 424 aC, un capità d'una trirrem va expressar la seva consternació quan va saber que se l'enviava a Calcedònia sota el comandament d'Hipèrbol. Aquest comentari potser es tracta d'una promoció de Cleó, de qui va ser oponent.
Tucídides l'anomena "un home menyspreable". Aristòfanes es burla d'Hipèrbol a Els acarnesos i a Els núvols, criticant-lo per la seva mesquinesa, però sobretot per la seva professió. Plutarc assenyala que, en general, Hipèrbol va proporcionar a tots els poetes còmics, sense excepció, una oportunitat constant d'omplir els teatres. De fet es va dedicar activament a la política i a la mort de Cleó va voler ocupar el seu lloc en la direcció del partit demòcrata, però sembla que era molt inferior a Cleó.

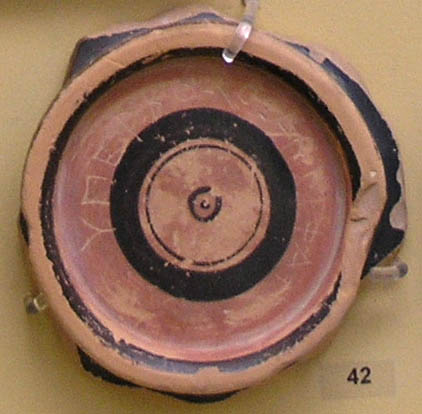
AGMA Ostrakon d'Hipèrbol

L'any 418 aC va demanar l'ostracisme per a Nícies i Alcibíades, amb l'esperança de desfer-se almenys d'algun dels dos, però els acusats van unir les seves forces i influències i van aconseguir que el poble expulsés a Hipèrbol per l'ostracisme, segons explica Plutarc. Després de diverses incidències es va retirar a Samos abans del 411 aC i en aquest any uns oligarques de l'illa, relacionats amb el govern dels Quatre-cents que havien suprimit la democràcia, el van matar.